# Francisco Castaños

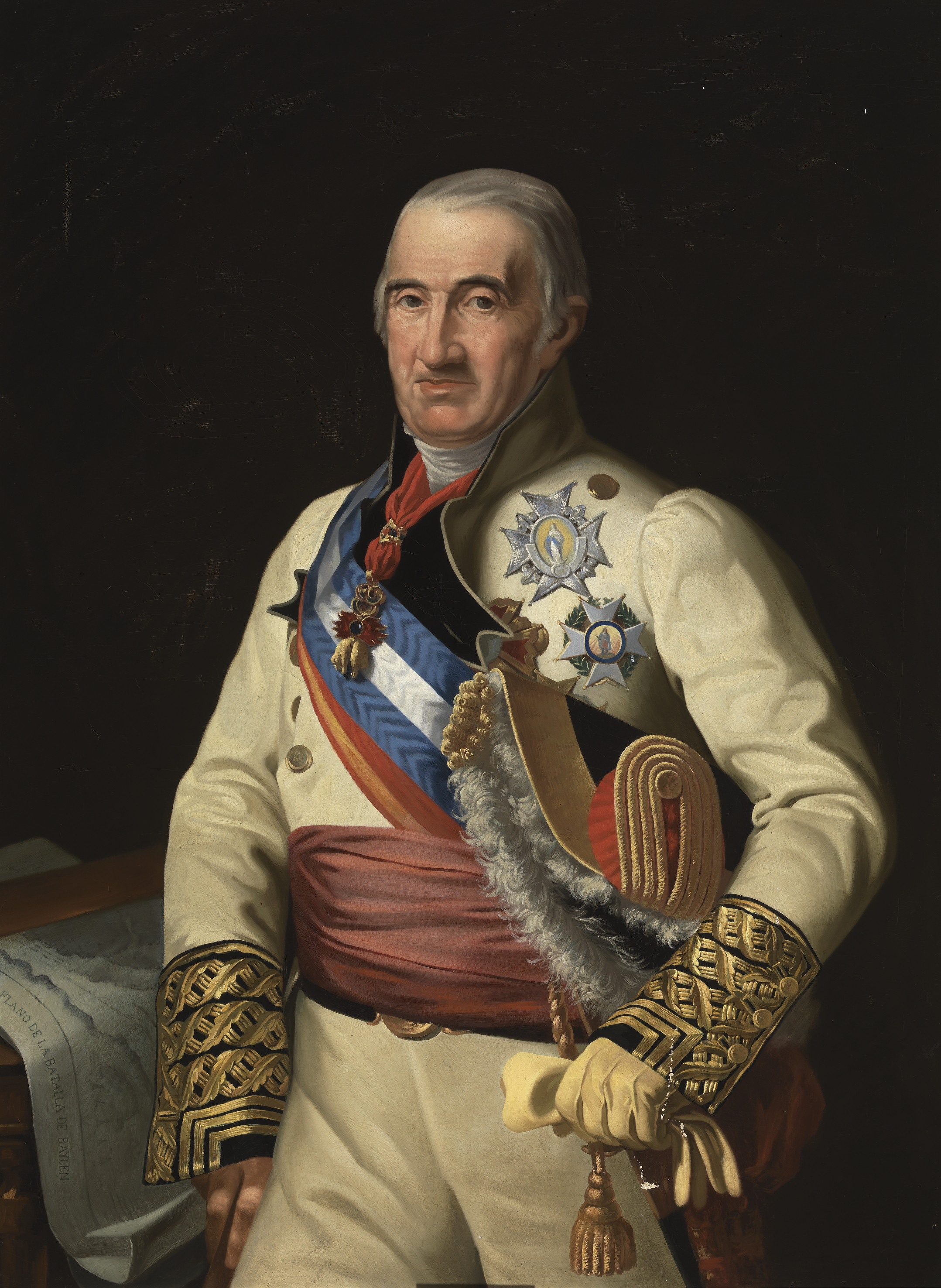
Francisco Javier Castaños

Francisco Javier Castaños Aragorri Urioste y Olavide, hr. Castaños y Aragones, 1. diuk Bailén (hiszp. Don Francisco Javier Castaños Aragorri Urioste y Olavide, Conde de Castaños y Aragones, primer Duque de Bailén) ur. w Madrycie 22 kwietnia 1758, zm. tamże 24 września 1852) – hiszpański generał w czasie trwania wojen napoleońskich w Hiszpanii.
Jego największym osiągnięciem było spektakularne zwycięstwo odniesione nad wojskami francuskimi dowodzonymi przez generała Duponta, które okrążył i zmusił do kapitulacji w bitwie pod Bailén w roku 1808.
W okresie późniejszym służył w kilku starciach pod rozkazami Wellingtona i został wyznaczony na dowódcę Armii Hiszpanii przygotowywanej na wypadek konieczności uderzenia na Francję w roku 1815.